# یواس‌اس تیگرس (۱۸۶۱)
یواس‌اس تیگرس (۱۸۶۱) (به انگلیسی: USS Tigress (1861)) یک کشتی بخار بود که در آغاز جنگ داخلی آمریکا توسط نیروی دریایی اتحادیه آمریکا به کار گرفته می‌شد.